# Tianeptina

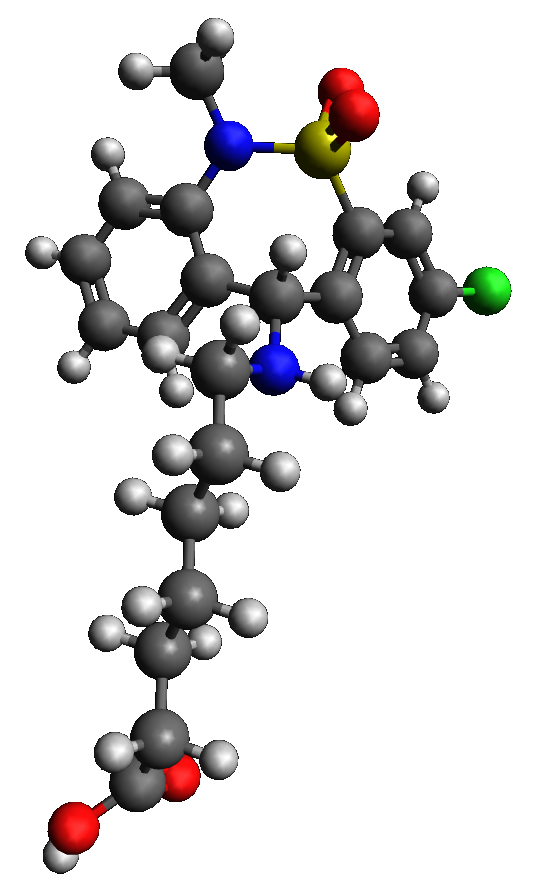
Estructura de la tianeptina

La tianeptina es un medicamento que posee propiedades antidepresivas, ansiolíticas y estabilizadoras del estado anímico. En los Estados Unidos se vende como suplemento dietético que favorece las capacidades intelectuales (nootrópico) ya que aumenta la concentración de dopamina, disminuyendo temporalmente la serotonina, haciéndolo popular en el campo de la motivación y la memoria. Sin embargo en Europa se utiliza como antidepresivo bajo prescripción médica debido a que puede causar dependencia. El medicamento está comercializado en varios países de la Union Europea y América pero no está autorizado en Estados Unidos ni el Reino Unido como tal.

## Principales características
Aumenta la recaptación de serotonina a nivel de la sinapsis neuronal cerebral. No se une a ningún receptor, evitando algunos de los efectos adversos de otros fármacos, entre ellos efectos anticolinérgicos, cardiovasculares, modificaciones del apetito y disfunción sexual.

## Farmacocinética
No utiliza el citocromo P450 para su metabolismo, pues lo hace por β-oxidación. Esto hace que tenga pocas interacciones con otras sustancias y con el alcohol.

## Dosis
La dosis recomendada de tianeptina es de 1 comprimido de 12.5 mg en 3 tomas diarias.

## Eficacia
Tiene una eficacia equivalente a la de fármacos de referencia tales como la fluoxetina y la imipramina. Con tianeptina se reduce a la mitad la coprescripción de ansiolíticos.
De los resultados de los estudios realizados se desprende que tianeptina tuvo una eficacia muy superior a la del placebo tanto en la prevención de recidivas como de recurrencias, pues solamente el 6% de los pacientes del grupo tianeptina tuvo uno recaída y el 12% sufrió una recurrencia después de los 18 meses de tratamiento. Estos valores son tres veces menores que los obtenidos en el grupo control. Solo el 6% de los pacientes experimentó recaídas en el grupo tianeptina y únicamente el 12% tuvo recidivas después de 18 meses de tratamiento

## Seguridad
Es un fármaco bien tolerado y tiene baja incidencia de efectos adversos, evidenciándose por la baja tasa de abandonos registrada en los estudios.
En un estudio realizado en 1858 pacientes deprimidos, tratados durante 3 meses con 37,5 mg./día de tianeptina, se observó que los efectos colaterales, exigieron la interrupción del tratamiento en el 4.8% de los pacientes, aunque los mismos carecieron de gravedad clínica. Los efectos secundarios más habituales que se presentaron en más del 1% de las personas tratadas fueron: dolor de cabeza, mareo, insomnio, pesadillas, sequedad de boca, constipación, náuseas, dolor abdominal, ganancia de peso, agitación y ansiedad. Por otra parte se ha comprabado que su uso prolongado y a altas pueden llevar a un estado de dependencia, por lo que no se recomienda sobrepasar la dosis ni duración del tratamiento recomendada. También se ha observado que algunos pacientes presentan una disminución en el nivel de atención, por lo que existe riesgo de somnolencia que puede provocar consecuencias no deseadas en conductores de vehículos y personas que manejan maquinaria. 
Debido a que la vía farmacocinética del fármaco es la β-oxidación y de N-desmetilación, no se metaboliza a través del citocromo P450, vía utilizada por múltiples fármacos. De esta manera la sustancia no compite con el uso de esta vía, es decir no modifica los niveles sanguíneos de la mayoría de las drogas, por ello tiene pocas interacciones medicamentosas y puede ser administrado en forma segura en pacientes deprimidos con daño hepático.

## Contraindicaciones
No debe utilizarse en niños menores de 15 años, aquellas personas que realicen tratamiento con IMAO y mujeres embarazadas.

## Comercialización
En España ha sido lanzado recientemente (mayo de 2015) por el Grupo Juste bajo el nombre Zinosal.